# Compañía Neerlandesa de las Indias Occidentales
La Compañía Neerlandesa de las Indias Occidentales (en neerlandés: Geoctroyeerde West-Indische Compagnie; WIC) fue una compañía de la marina mercante de los Países Bajos que operó entre los siglos XVII y XVIII, de accionistas neerlandeses y extranjeros. Entre sus fundadores estaba Willem Usselincx (1567-1647) y Jessé de Forest (1576-1624).  El 3 de junio de 1621, la República de los Siete Países Bajos Neerlandeses le otorgó una carta para un monopolio comercial en las Antillas Neerlandesas y le otorgó jurisdicción sobre la participación neerlandesa en el comercio de esclavos del Atlántico, Brasil, el Caribe y América del Norte. El área donde la compañía podía operar consistía en África Occidental (entre el Trópico de Cáncer y el Cabo de Buena Esperanza) y América, incluyendo el océano Pacífico y la parte oriental de Nueva Guinea. El propósito de la carta era eliminar la competencia, particularmente española o portuguesa, entre los diversos puestos comerciales establecidos por los comerciantes. La compañía se volvió instrumental en la colonización neerlandesa en gran medida efímera de América (incluida Nueva Holanda) en el siglo XVII. De 1624 a 1654, en el contexto de la guerra neerlandés-portuguesa, el WIC mantuvo el territorio portugués en el noreste de Brasil, pero fueron expulsados del Brasil neerlandés tras una feroz resistencia.
Después de varios reveses, WIC se reorganizó y se otorgó una nueva carta en 1675, en gran parte debido a la fortaleza en el comercio de esclavos en el Atlántico. Esta "Nueva" versión duró más de un siglo, hasta después de la cuarta guerra anglo-neerlandesa, durante la cual perdió la mayoría de sus activos.

## 9/12

### Antecedentes

#### Paso del Noroeste

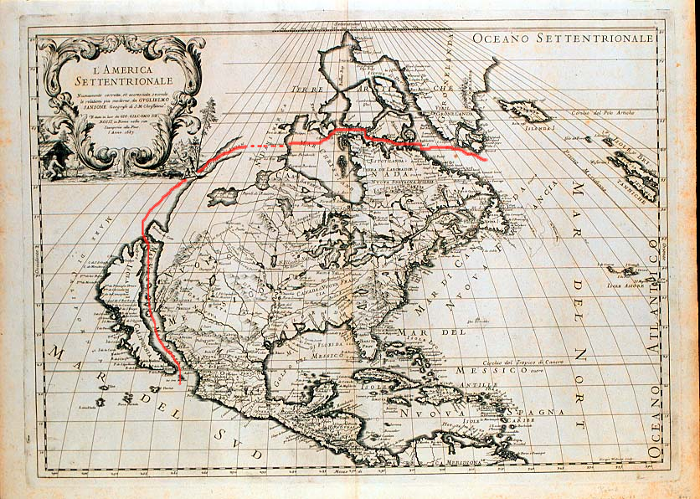
La supuesta ruta del estrecho de Anián del paso al Nor Oeste.

Cuando el gobierno neerlandés decide patrocinar la formación de la Compañía Neerlandesa de las Indias Orientales (VOC), fundada en 1602, algunos comerciantes de Ámsterdam no estaban de acuerdo con sus políticas monopólicas. Así es que con la ayuda de Peter Plancius, un ministro flamenco que se dedicaba a la producción de mapas, globos e instrumentos náuticos, estos comerciantes buscaron un acceso alternativo a Asia para eludir el monopolio de la VOC.
Sin embargo, más astuta que sus competidores, la Compañía Neerlandesa de las Indias Orientales confiaba en encontrar y monopolizar todos los posibles caminos a Asia, entre ellos el del Noreste y, en 1609, el navegante inglés Henry Hudson es elegido para liderar una expedición que navegaría por el océano Ártico rodeando el norte de Rusia hasta llegar al Lejano Oriente. Hudson partió en el Half Moon ("Media Luna" en inglés), una nave de solo 73 toneladas con una tripulación de dieciocho o veinte hombres. Zarparon de la isla de Texel, en la costa neerlandesa del mar del Norte, y tras alcanzar el cabo Norte, en Noruega, a la vista del hielo polar la tripulación se negó a ir más lejos y no pudo completar el itinerario previsto. Allí, Hudson convence a la tripulación para intentar encontrar el paso hacia China a través de América del Norte (el mítico "Estrecho de Anián") y se encamina en dirección oeste. Hudson había oído hablar de esa posibilidad por intermedio de John Smith, probablemente refiriéndose a lo que se conoce hoy como los Grandes Lagos.
El 6 de septiembre de 1609 Hudson habían alcanzado la costa norteamericana; el día 11 ya navegaban por lo que hoy es la ciudad de Nueva York y al día siguiente, la expedición comenzó a remontar el río que actualmente se conoce como río Hudson, en honor de este navegante.
En el camino, Hudson negoció con varias tribus nativas, obteniendo conchas, perlas y pieles. Así este viaje encendió un notable interés por el comercio de pieles en el delta del Noort Rivier (río Hudson). Desde el año siguiente, diversas compañías neerlandesas (cuatro en total) compitieron por el comercio de pieles con los nativos americanos de la región. Probablemente se erigieron dos puestos desde 1611 a la altura del futuro Fort Orange, en la isla de Castle, y en el estuario del Versche Rivier (río Connecticut). Estas cuatro compañías, preocupadas por un posible impacto negativo en los negocios a causa de esta rivalidad, decidieron unirse y recibieron en 1614 el monopolio de la explotación del comercio de las pieles sobre el territorio situados entre los paralelos 40 y 45 por tres años.

#### Paso del Suroeste

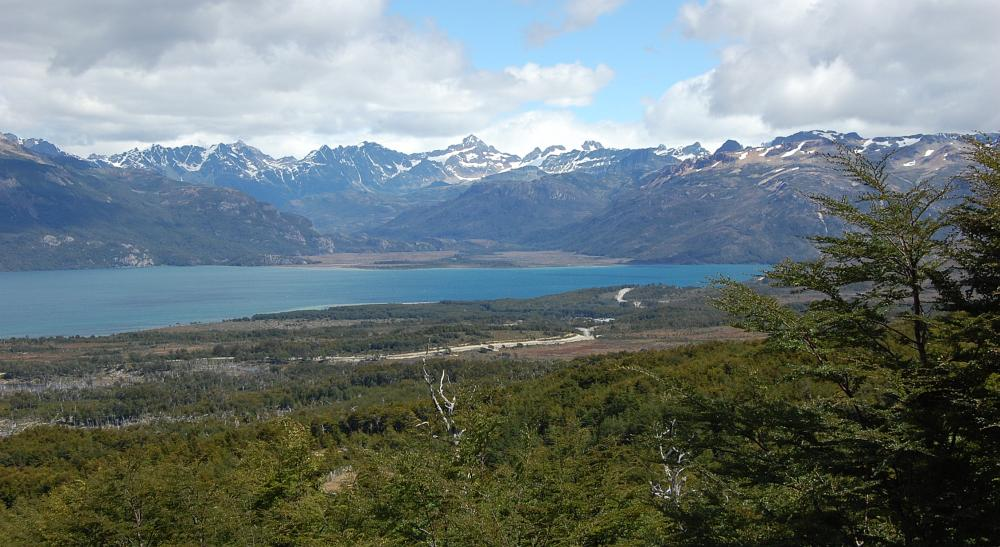
Vista de la Isla de Tierra del Fuego.

Mientras tanto, en 1615, Isaac Le Maire y Samuel Blommaert, ayudados por otras personas, nuevamente se concentran en la búsqueda de una ruta alternativa para romper el monopolio de la VOC. La Compañía Neerlandesa de las Indias Orientales tenía oficialmente el monopolio de las rutas que iban por el Cabo de Buena Esperanza y por el Estrecho de Magallanes, hasta entonces los únicos dos pasajes conocidos con las Indias. Le Maire supone que al sur del Estrecho de Magallanes podía existir otro pasaje entre el Atlántico y el Pacífico y en 1614 funda la "Compagnie Austraalse" con el propósito de descubrir dicho pasaje, que quedarían fuera del monopolio de la VOC.
En ese momento, también existía la expectativa de descubrir la "Tierra Desconocida del Sur" (Terra Australis Ignota), un continente imaginado durante la Grecia clásica que apareció en los mapas europeos desde el siglo XV, hasta el siglo XVIII, similar a la Antártida pero con una superficie mucho mayor y extendiéndose bastante más al norte, incluso se creía que el Océano Índico estaba encerrado por esta masa de tierra al sur. Isaac le Maire espera, como segundo objetivo, encontrar esta tierra austral y aprovechar una zona comercial aún desconocida.
El 14 de junio de 1615 dos barcos zarparon de Texel. El viaje en sí fue un éxito, ya que descubrió el paso del Cabo de Hornos, con lo cual el monopolio de la VOC se rompía de hecho. Además, este viaje permitió comprobar que la Tierra del Fuego no era parte de la Terra Australis Incognita, como se creía originalmente, sino que era una isla grande.
Entre medio, la VOC se entera de la intención real del viaje y envía una orden a las Indias para que los barcos fueran decomisados como resultado de una violación de la patente de la VOC. Al arribar al sudeste asiático, Jacob Le Maire (hijo de Isaac), responsable del viaje, fue enviado de regreso a la República, falleciendo durante el viaje.
Isaac le Maire tuvo que luchar durante muchos años para hacer prevalecer su derecho. En 1619 el tribunal dictaminó que el barco de Le Maire había sido capturado ilegalmente por parte de la VOC y se le otorgó una indemnización de £ 64.000 por los daños y perjuicios. Sin embargo, el tribunal dictaminó que la Compagnie Austraalse no podía comerciar en la región de la India, pero sí tenía el derecho a viajar a través de la nueva ruta descubierta por el Cabo de Hornos.

#### África y el Caribe

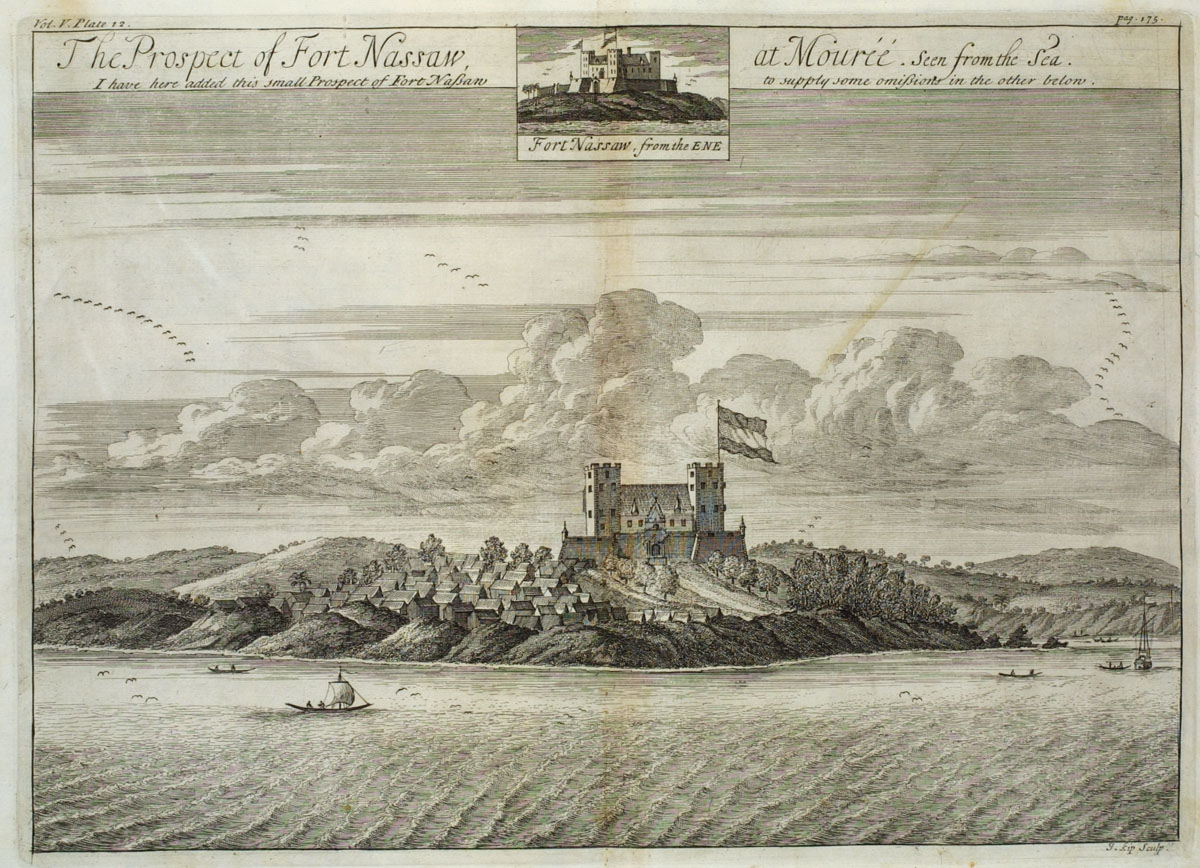
Fort Nassau cerca de Mouri (África).

Los portugueses fueron los primeros europeos en llegar en la actual Ghana. En 1471, habían llegado a la zona que iba a ser conocida como la Costa de Oro, ya que era una fuente importante de ese metal. Los intereses portugueses en el comercio de oro, marfil y pimienta aumentaron tanto que en 1482 construyen su primer puesto comercial permanente, en la costa occidental de la actual Ghana. Esta fortaleza, un castillo llamado comercio São Jorge da Mina, fue construido para proteger el comercio portugués de sus competidores europeos.
La posición portuguesa en la Costa de Oro permaneció segura durante más de un siglo. Sin embargo, después de que Barent Eriksz navegara con éxito a Costa de Oro en 1591, los comerciantes neerlandeses comenzaron a regentear la zona. Uno de los primeros navegantes que se centró en el comercio con África fue Balthazar de Moucheron, ya que la zona ofrecía varias posibilidades para establecer puestos comerciales o fábricas.
En 1600, alrededor de ocho empresas de navegación operaban en la costa de África, compitiendo entre sí por el comercio del cobre, proveniente del reino de Loanga. Pieter van den Broecke fue contratado por una de estas empresas.
Durante la Tregua de los Doce Años entre España y Portugal con la República de los Siete Países Bajos Unidos (1609-1621), el comercio neerlandés en la Costa de Oro se interrumpió. Más allá de esto, los comerciantes neerlandeses solicitaron a la República construir una fortaleza en la costa. Así fue que Holanda envió a Jacob Clantius, quien se convirtió, en 1611, en el primer general neerlandés en la Costa de Oro. En 1612, después de obtener el permiso de los gobernantes locales a través del Tratado de Asebu, se construyó Fort Nassau cerca de Mouri, en el sitio de un puesto comercial neerlandés original que había sido incendiado por los portugueses.
Después de la Tregua de los Doce Años que terminó en 1621, los neerlandeses trataron de apoderarse de las colonias portuguesas en África y América como parte del plan "Desseyn Groot".
El comercio con el Caribe, que involucraba a productos como la sal, el azúcar y el tabaco, se vio obstaculizado por España y su instauración se retrasó debido a las negociaciones de paz. España ofreció la paz a condición de que la República de los Siete Países Bajos Unidos se retira del comercio con sus colonias en Asia y América. España no quería que se estableciera una compañía como la VOC en las Indias Occidentales.
El representante neerlandés, Johan van Oldenbarnevelt, ofreció suspender solo el comercio con Occidente a cambio de la Tregua de los Doce Años. El resultado fue que durante unos años los neerlandeses debieron navegar bajo bandera extranjera en América del Sur. Sin embargo, cuando la tregua expiró doce años después, los neerlandeses decidieron formar la Compañía Neerlandesa de las Indias Occidentales.

### Formación de la Empresa
El 3 de junio de 1621, la República de los Siete Países Bajos Unidos otorgó a la Compañía Neerlandesa de las Indias Occidentales o "Geoctroyeerde West-Indische Compagnie" (WIC) el monopolio comercial con las Indias Occidentales (es decir, el Caribe) y recibió la jurisdicción sobre el comercio de esclavos de África, Brasil, el Caribe y Norteamérica.
El área en el que la Compañía podía operar abarcaba África occidental (el área entre el Trópico de Cáncer y el Cabo de Buena Esperanza) y América, incluyendo también al Océano Pacífico hasta la parte oriental de Nueva Guinea.
El objetivo de la concesión era eliminar la competencia, especialmente la de España y Portugal, entre los diversos puestos comerciales establecidos por los comerciantes. La Compañía se convirtió en un instrumento de la colonización neerlandesa de América.

### Monopolio comercial
La WIC estaba organizada de manera similar a la Compañía Neerlandesa de las Indias Orientales (VOC), mucho más grande y más rica, que tenía el monopolio del comercio con Asia (principalmente en Indonesia) desde 1602, pero a la WIC no se le permitía emprender acciones militares sin la aprobación del gobierno neerlandés.
Como la VOC, la compañía tenía cinco oficinas, llamadas cámaras (kamers), en Ámsterdam, Róterdam (ambas en los Países Bajos), Middelburg (en Zeeland), Hoorn y Groninga (en el norte), de las cuales las de Ámsterdam y Middelburg eran las que contribuían más a la compañía. La junta directiva tenía 19 miembros, conocidos como los Heeren XIX ('Señores').
La validez de los estatutos sería por 24 años, aunque recién en 1623 se organizó la financiación para poner la empresa en marcha: los Estados Generales de los Países Bajos y la VOC se comprometieron invertir un millón de florines en forma de capital y subvenciones. A diferencia de los VOC, la WIC no tenía derecho a desplegar tropas militares.
Con el fin de la Tregua de los Doce Años en 1621, Holanda tenía las manos libres para volver a la guerra comercial contra España y Portugal. El plan "Desseyn Groot" ("Gran Diseño") tenía como fin apoderarse de las colonias portuguesas en África y América, dominando el comercio del azúcar y de la trata de esclavos. Cuando esta idea fracasó años después, la piratería se convirtió en una de las actividades principales de la WIC.

## Expansión
La compañía tuvo al principio un éxito relativo; en los años de 1625 y 1630 se establecieron la mayoría de puestos y colonias comerciales, siendo la primera colonia Nueva Ámsterdam (actual Nueva York) fundada en 1625. El área de Nuevos Países Bajos abarcaba las zonas de los actuales Nueva York, Connecticut, Delaware y Nueva Jersey. Se establecieron otros asentamientos en las Antillas Menores, Surinam y Brasil.
En 1630 se estableció la colonia de Nueva Holanda, con capital en Mauritsstad (la moderna Recife), en las posesiones en Brasil conquistadas a los portugueses.
Una expedición de la compañía al mando de Johannes van Walbeeck, conquistó Curazao en 1634 y Aruba y Bonaire en 1636, desalojando definitivamente a los españoles.
En África, los puestos se establecieron sobre la Costa de Oro (hoy Ghana), la Costa de los Esclavos (ahora Benín), y brevemente en Angola. Fue un neo-feudalismo, donde los clientes se les permitió considerables poderes para controlar la colonia de ultramar. En América las pieles (América del Norte) y el azúcar (América del Sur) eran los bienes comerciales más importantes, mientras que en los asentamientos africanos se negocian esclavos, principalmente destinados a las plantaciones en las Antillas y en Surinam.

### África

#### Costa de Oro

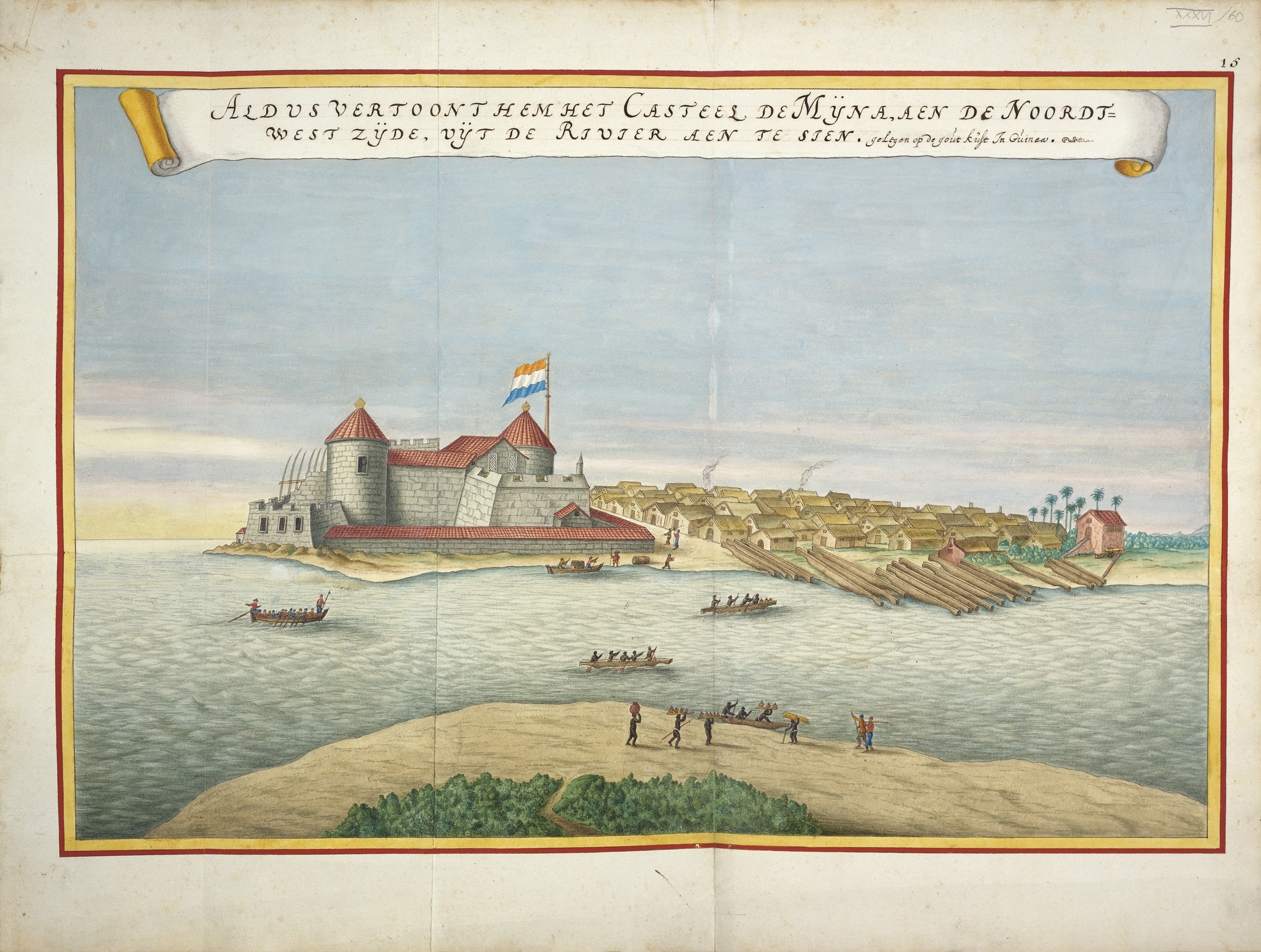
Fuerte Elmina en Costa de Oro (Ghana).

En 1471, los portugueses fueron los primeros europeos en llegar a la actual Ghana, a la zona que iba a ser conocida como la Costa de Oro, por ser una fuente importante de este metal precioso. Los intereses portugueses en el comercio de oro, marfil y pimienta aumentaron tanto que en 1482 construyeron su primer puesto comercial permanente, en la costa occidental de la actual Ghana. Esta fortaleza se bautizó como São Jorge da Mina y fue construida para proteger al comercio portugués de sus competidores europeos.
Durante la guerra entre neerlandeses y portugueses, se luchó un conflicto de menor importancia en la fortaleza de São Jorge da Mina (Elmina). En 1625 una flota de la WIC bombardeó el castillo y desembarcó con el objetivo de tomarlo, pero los soldados neerlandeses fueron emboscados y masacrados por los portugueses y sus aliados africanos desde posiciones ocultas.
A pesar de esta derrota, en 1637 la WIC realiza un nuevo intento desprendiendo 9 buques de las fuerzas que iban a atacar a los portugueses en Brasil para enviarlos contra la fortaleza de Elmina. La flota desembarcó el 24 de julio cerca de la Costa del Cabo (Ghana) y procedió a avanzar con canoas por el Río Dulce hacia el fuerte portugués. Tras un duro enfrentamiento, los portugueses finalmente se rindieron. Tras ocupar el Castillo Elmina los neerlandeses lograron capturar los fuertes portugueses de San Sebastián en Shama y San Antonio en Axim, en 1640 y 1642 respectivamente.
Sin embargo, la mala gestión de la WIC hace que varios empleados desilusionados dejaran la Compañía para trabajar junto a otras potencia europea. Hendrik Carloff, por ejemplo, había sido un ex alto funcionario de la WIC, que se unió a la Compañía Sueca de África.
El 22 de abril de 1650 Hendrik Carloff comanda una expedición sueca que funda su propia colonia en Costa del Cabo (Cabo Corso) y en 1652 se inicia la construcción de la fortaleza Carlsborg. Pero, Carloff también deja la compañía sueca y se une a la Compañía Danesa de África, que él mismo funda con Isaac Coymans y Nicolaes Pancras, también exempleados neerlandeses de la WIC. Así es que en 1658 el fuerte Carlsborg es tomado por los daneses. Poco después, en 1660 se firma el Tratado de Copenhague donde se establece que el castillo del Cabo Corso debía ser devuelto a la administración sueca, sin embargo, después se supo que en abril de 1659, Carloff en asociación con Samuel Schmidt ya había vendido la colonia a la WIC por su propia cuenta y había desaparecido con el oro en Angola.
Tras desalojar a los suecos de Butre, los neerlandeses comenzaron a construir Fort Batenstein en dicho sitio y negociaron un tratado con los líderes políticos locales con el fin de establecer una paz a largo plazo. Así es que el 27 de agosto de 1656, se firmó el Tratado de Butre con los habitantes de Ahanta. Este tratado estableció un protectorado neerlandés en el área y sus términos resultaron ser muy estables ya que los neerlandeses no buscaban entrometerse en los asuntos políticos internos de sus socios.
Mientras tanto, en 1682 una empresa prusiana, la Sociedad Brandeburuesa-Africana (Kurfürstliche Brandenburgisch-Afrikanische Compagnie), estableció una pequeña colonia de África occidental que consistía en dos asentamientos en la costa de la actual Ghana: Groß Friedrichsburg y Fort Dorothea.
Desde 1711 hasta abril de 1712 los neerlandeses logran ocupar Fort Dorothea y en 1717 la colonia es físicamente abandonada por Prusia. En 1721 los derechos de la colonia fueron vendidos a los neerlandeses, que le cambiaron el nombre por el de Hollandia, como parte de su colonia de Costa de Oro.

#### Costa de los Esclavos

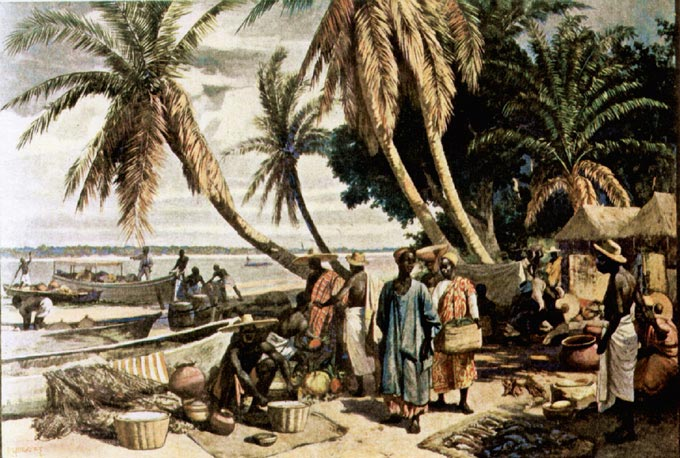
Togo en 1908. Este país formaba parte de la región conocida como Costa de los Esclavos.

Entre los siglos XVII y XIX, un sector de África era conocido como la Costa de los Esclavos. Se trataba de un territorio ubicado en el Golfo de Guinea, que se extendía entre las desembocaduras de los ríos Níger al este y el Volta al oeste, en lo que hoy son Nigeria, Togo, Benín, y el este de Ghana. En esta zona, los jefes africanos de la costa, capturaban esclavos en el interior del continente y los traían hasta los mercados europeos ubicados en el Golfo.
Según diversas fuentes, desde 1640 en adelante, la WIC comenzó a enviar funcionarios a Allada, capital del reino africano de Ajaland (Benín). Los neerlandeses comenzaron a interesarse por el comercio de esclavos a través del Atlántico tras la captura de Brasil a los portugueses. Willem Bosman habla de Allada como la "Grand Ardra", en contraposición a la "Pequeña Ardra", también conocida como Offra. Desde 1660 en adelante, la presencia neerlandesa en Allada y Offra se hace más permanente. Además los neerlandeses abren puestos comerciales en las ciudades de Benín (Nigeria), en Grand Popo (Benín) y en Savi (Benín).
El puesto de operaciones de Offra pronto se convirtió en la oficina neerlandesa más importante de la Costa de los Esclavos. Según un informe del año 1670, entre 2.500 y 3.000 esclavos fueron transportados desde Offra hacia América, aunque estos números solo eran factibles en tiempos de paz. Desde 1688 en adelante, la lucha entre el rey Aja de Allada y los pueblos de las regiones costeras, impidió el suministro de esclavos. La WIC decidió apoyar al rey Aja, perdiendo así su oficina comercial en Offra en 1692. Después de esta debacle, la participación neerlandesa en la Costa de los Esclavos se mantuvo estable.
Por iniciativa del Gobernador General de la Costa de Oro, el neerlandés Willem de la Palma, Jacob van den Broucke fue enviado en 1703 como "opperkommies" (cabeza de comercio) para establecer un puesto comercial neerlandés en Ouidah (Benín), donde los ingleses y franceses también tenían mercados de negociación, convirtiendo a este lugar en uno de los principales puestos de operaciones en la Costa de los Esclavos.
Disturbios políticos posteriores hicieron que la oficina de Ouidah tuviese que cerrar en 1725 y la compañía trasladó su sede a Jaquim, situada más al este. El jefe de la oficina, Hendrik Hertog, un exitoso comerciante de esclavos, intento ampliar su área de comercio negociando con las tribus e involucrándose en las luchas políticas locales. Sin embargo, sus apuestas políticas resultan equivocadas, provocando que fuera exiliado a la isla de Appa en 1732. El puesto comercial neerlandés en estas islas se convirtió en el nuevo centro de comercio de esclavos. En 1733, Hertog regresó a Jaquim, esta vez extendiendo el puesto de operaciones a Fort Zeelandia, aunque la reactivación de Jaquim fue solo temporal, ya que la WIC notó que los esclavos de Hertog eran más caros que los de la Costa de Oro. A partir de 1735, Elmina se convirtió en el lugar favorito para comerciar esclavos.

#### Loango-Angola

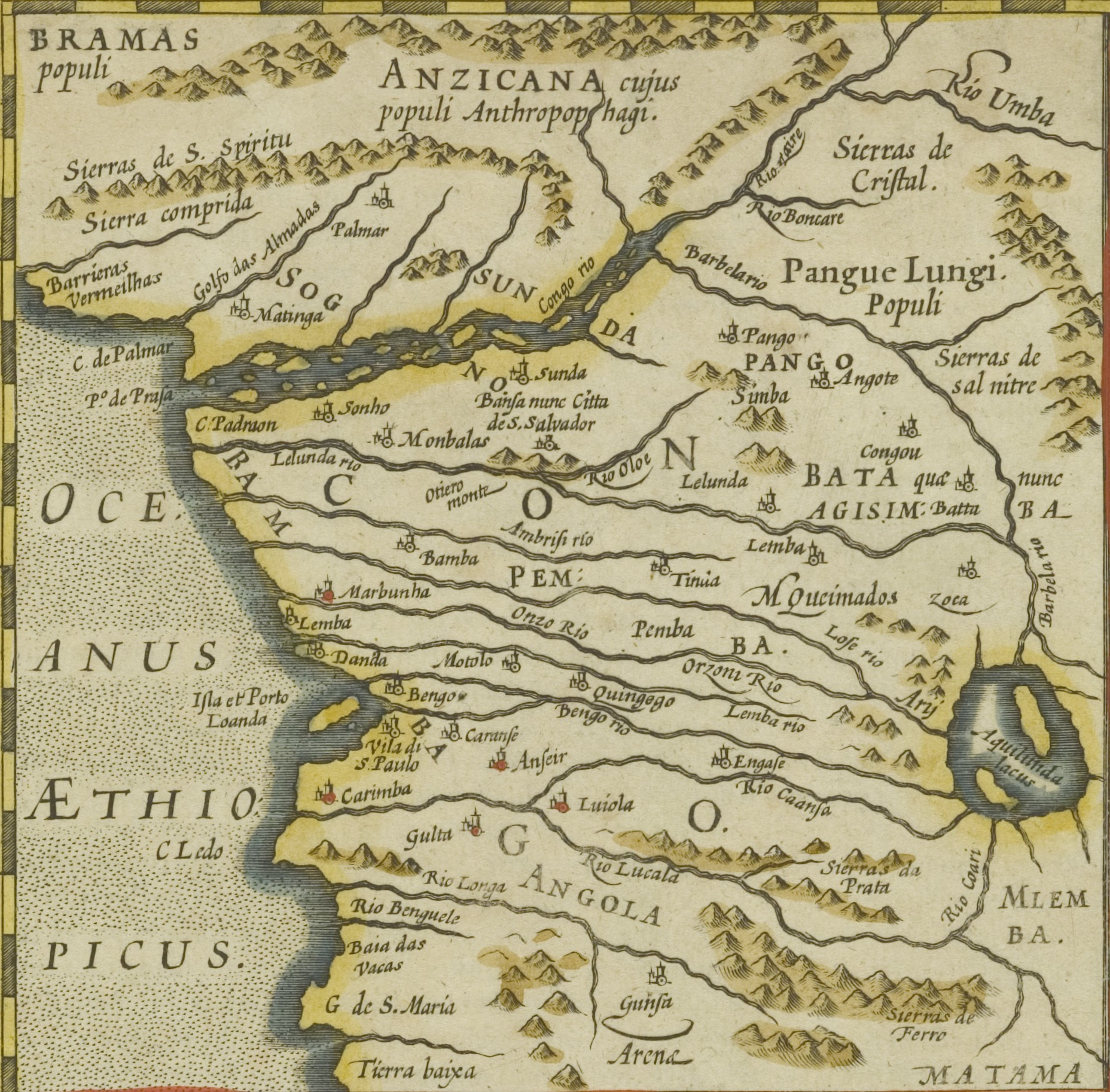
Mapa del Reino del Congo elaborado por el flamenco Gerard Mercator y publicado alrededor de 1623.

En sus viajes por la costa africana durante los años 1480, el navegante portugués Diego Cao escuchó relatos acerca de un gran imperio que dominaba el comercio en la región y así es que en 1483 decide hacer una visita al rey del Congo, Nzinga Nkuwu (Juan I del Congo), en su capital, M'Banza Kongo, convenciéndole de que abriese su país a los portugueses. En 1490 llegaron misioneros católicos y diez años más tarde el propio manicongo (rey del Congo) se hizo bautizar tomando el nombre portugués de Afonso. La capital del reino fue rebautizada como São Salvador.
En las siguientes décadas, el Reino del Congo se convirtió en la principal fuente de esclavos para los portugueses y en 1526 el manicongo, Afonso I, escribe una serie de cartas al rey Juan III de Portugal rogándole que pusiera fin a tales prácticas ya que estaba diezmando a su fuerza de trabajo. Su petición no tuvo respuesta y las relaciones entre los dos países se deterioraron, con lo que el Reino del Congo inició su declive. Los portugueses vieron en ello la oportunidad de aumentar el número de esclavos que obtenían de la región y en 1575 se establece la colonia portuguesa de Luanda, iniciándose al poco tiempo una guerra entre el Reino de Ndongo y Portugal, en 1579, donde los portugueses son finalmente derrotados. Así es que en 1622 el rey Pedro II del Congo, propone a los neerlandeses atacar Luanda.
Como parte del plan "Groot Desseyn", tras haber ocupado con éxito el puerto de Salvador de Bahía, la capital de Brasil, una flota neerlandesa de la WIC, bajo el liderazgo de Piet Hein, trató de capturar Luanda (Angola) en 1624, pero fracasa ya que los portugueses habían reforzado el área.
Años después, el 26 de agosto de 1641, otra flota neerlandesa bajo el mando de Cornelis Jol, finalmente se apodera de Luanda y unos 800 portugueses, entre soldados y civiles, huyen y se reagrupan en Kilunda. El 19 de septiembre, los neerlandeses avanzan hacia esa posición y los obligan a replegarse hasta las plantaciones portuguesas a lo largo del río Bengo. Allí los neerlandeses renuevan su alianza con el Reino del Congo y la zona de Bengo es atacada, con lo que las fuerzas portuguesas se ven obligadas a retirarse hasta la fortaleza de Massangano,
A pesar de su exitosa invasión, los neerlandeses no estaban interesados en la conquista de Angola, para gran disgusto del rey García II del Congo y de la reina Njinga de Ndongo, quienes pretendían expulsar a los portugueses de la colonia.
En 1643, los neerlandeses deciden que no valía la pena continuar la guerra con Portugal y firman un acuerdo de tregua que deja efectivamente a los portugueses al mando de sus posiciones en el interior del territorio. Sin embargo, el reino de Ndongo, viejo enemigo de los portugueses, decide seguir luchando contra ellos sin ayuda neerlandesa. La fortaleza de Massangano es atacada sin éxito por la reina Nzinga (reino Ndongo), en 1646, lo que deja a los locales en una situación suficientemente grave como para que el comandante neerlandés decida comprometer fuerzas en su apoyo.
Debido a la distancia que había entre Luanda y Elmina (capital de la "Costa de Oro" neerlandesa), se estableció una administración separada para el "África del Sur". La ocupación de Luanda provoca la interrupción del tráfico de esclavos de los portugueses, que era esencial para el desarrollo de la colonia de Brasil.
Sin embargo, las autoridades neerlandesas se dan cuenta de que no podían monopolizar el comercio de esclavos de Angola solo mediante la ocupación de Luanda y de unos pocos lugares cercanos, además de que los portugueses estaban reforzando su posición de Massangano. Así es que en 1647, acuerdan reforzar el ejército de la reina Njinga y combinar sus fuerzas con el Reino del Congo, con lo cual logran aplastar al ejército portugués en la Batalla de Kombi y consiguen sitiar Ambaca, Massangano y Muxima. El problema era que ni los neerlandeses ni sus aliados poseían artillería suficiente para efectuar un ataque final sobre estos bastiones.
Entre medio, en 1648 el reino de Portugal envía una gran fuerza desde Brasil bajo el mando de Salvador Correia de Sá que logra retomar Luanda, expulsando a los neerlandeses y reafirmando el control portugués en Angola. Las fuerzas de la reina Nzinga deben retirarse nuevamente a Matamba, donde continúan con la resistencia.
A pesar de que el territorio fue re-capturado por los portugueses, esto no significó el fin del comercio neerlandés con la zona. Desde 1670 en adelante, la WIC adquirió esclavos de la región de manera regular.

### Norteamérica

#### Nuevos Países Bajos

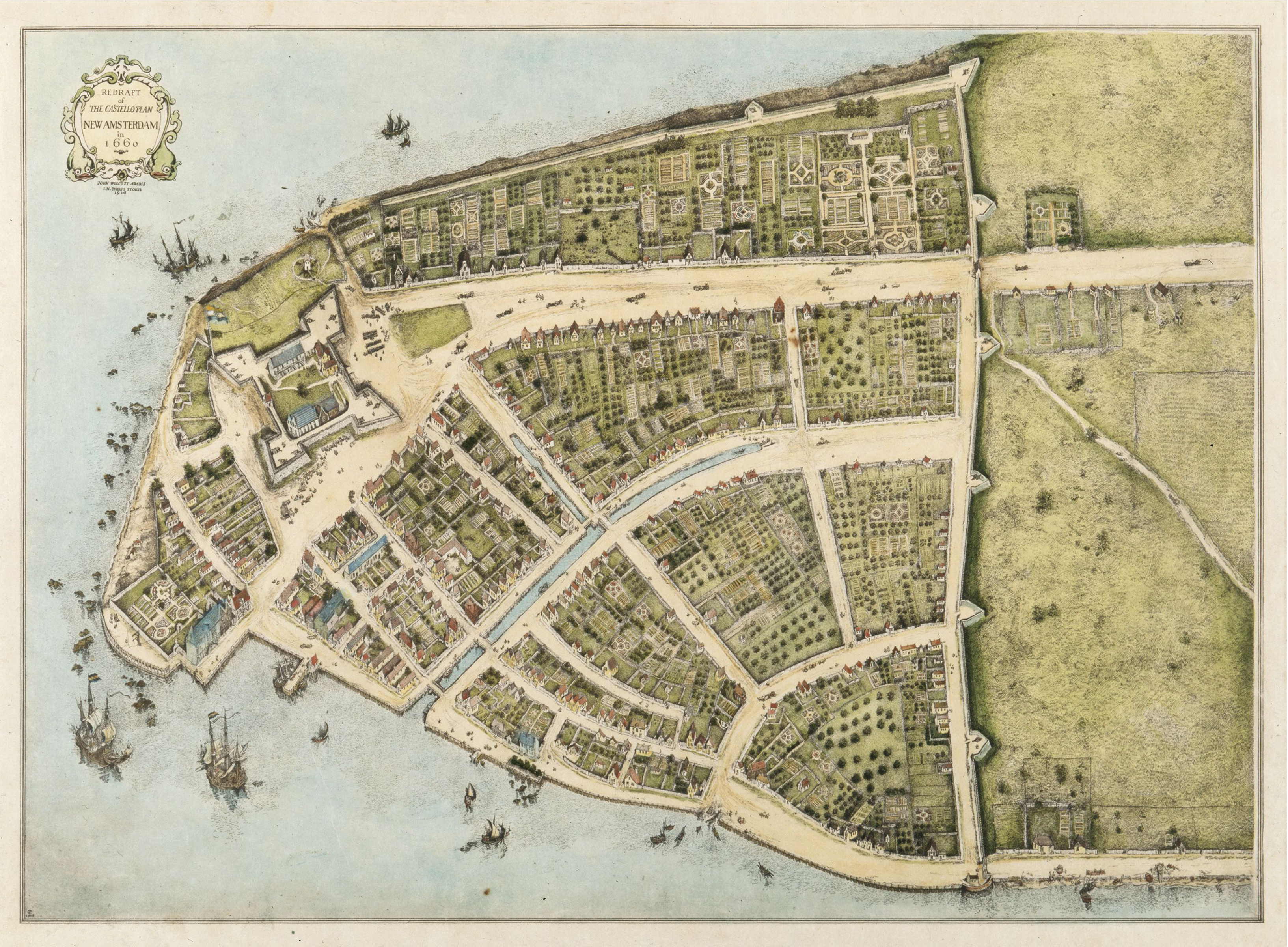
Plano de Nueva Ámsterdam en 1660.

Durante los quince primeros años, la isla de Manhattan es poco utilizada por los colonos de los Nuevos Países Bajos. Los exploradores prefieren adentrarse en los bosques, abundantes en caza, donde practican el trueque de pieles traídas por los indios cazadores a cambio de bienes comerciales fabricados en Europa y cuentas de concha, que no tardaron en ser fabricadas por los neerlandeses en Long Island.
La desembocadura del río Hudson, fue seleccionada como el lugar ideal para establecer un primer asentamiento, ya que tenía fácil acceso al mar, a la vez que aseguraba una línea de suministro libre de hielo para el puesto comercial de piel de castor cerca de la actual Albany. Entre 1621 y 1623, se ordenó a los comerciantes privados desocupar el territorio, abriendo el camino para los colonos neerlandeses y los comerciantes de la WIC. A partir de allí sobre estos territorios se aplicaría las leyes y ordenanzas de los Estados de Holanda.
En 1624 el primer grupo de familias arribó a Noten Eylant (hoy Isla de los Gobernadores) para tomar posesión del territorio de los Nuevos Países Bajos y operar diversos puestos comerciales. En su mayoría se instalan río arriba en el valle del río Hudson, mientras que en la isla de Manhattan, se encuentran unas plantaciones y algo de ganadería. Un año después, bajo la amenaza creciente de un ataque proveniente de otras potencias coloniales, los dirigentes de la WIC decidieron proteger la desembocadura del río Hudson, y reagrupar las actividades de los puestos comerciales en un recinto fortificado. Se decidió que el sitio apropiado era al sur de la isla, cerca del actual Battery Park.
Los territorios proclamados como Nuevos Países Bajos abarcaban desde la Península Delmarva hasta el extremo suroeste del Cabo Cod. Las áreas colonizadas ahora comprendían parte de los actuales estados de Nueva York, Nueva Jersey, Delaware y Connecticut, con pequeños puestos froterizos en Pensilvania y Rhode Island. La capital provincial, Nueva Ámsterdam, se localizaba al extremo sur de la isla de Manhattan en la Bahía Upper New York.
Los conflictos con los indios y la mala administración de la WIC provocó que la colonia fuera poblada lentamente durante sus primeras décadas de existencia. Nuevos Países Bajos limitaba al sur con la colonia de Nueva Suecia y al norte con la de Nueva Inglaterra. Desde 1650, la colonia británica creció espectacularmente y se convirtió en un puerto muy importante dentro del Atlántico Norte, lo que provocó una temprana expansión de sus fronteras.
En septiembre de 1655, Nueva Suecia fue atacada por la vecina colonia neerlandesa y su territorio fue anexado a los Nuevos Países Bajos.

### Caribe

#### Las Antillas Neerlandesas

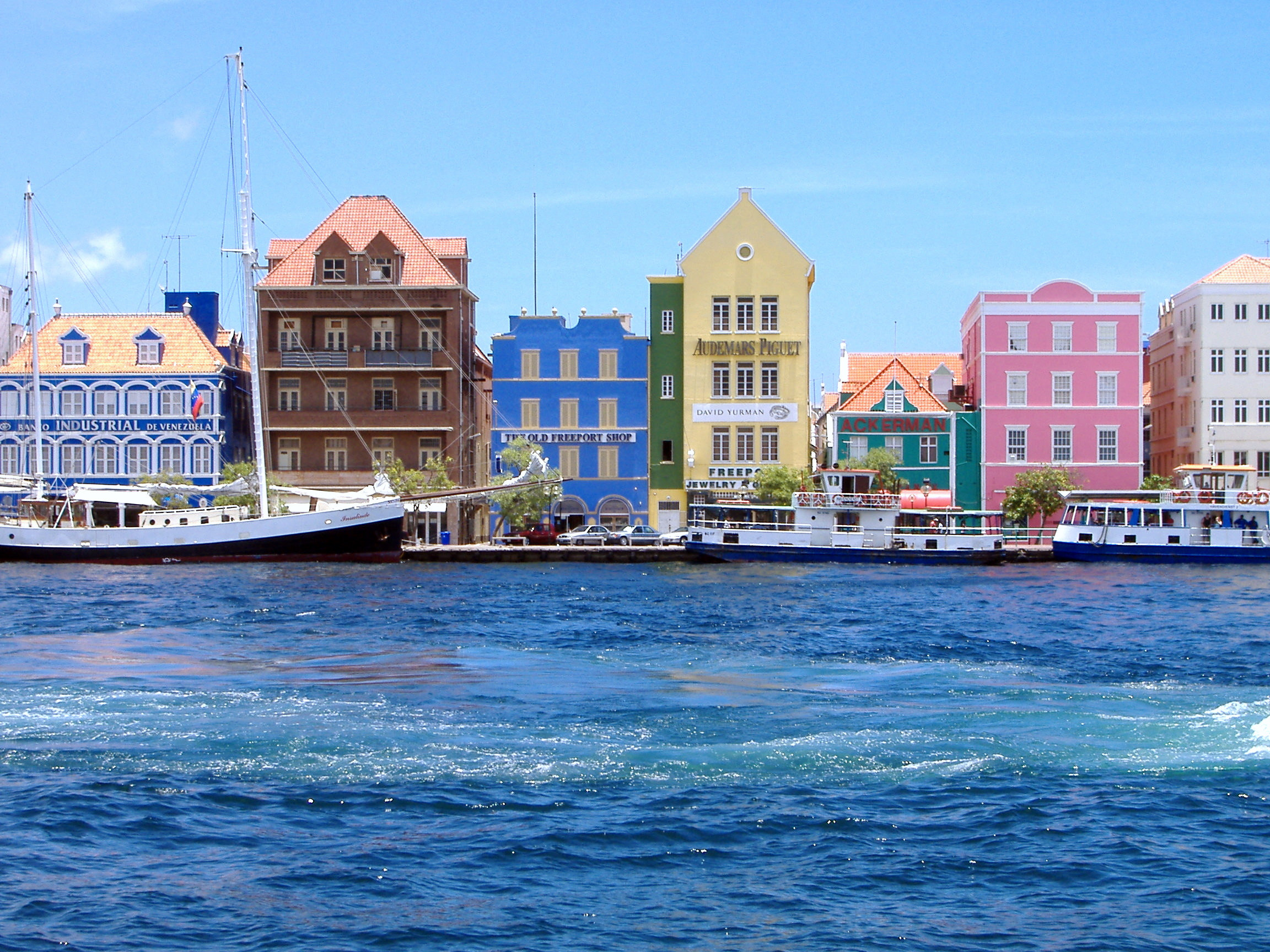
Arquitectura neerlandesa en el puerto de Willemstad (Curazao).

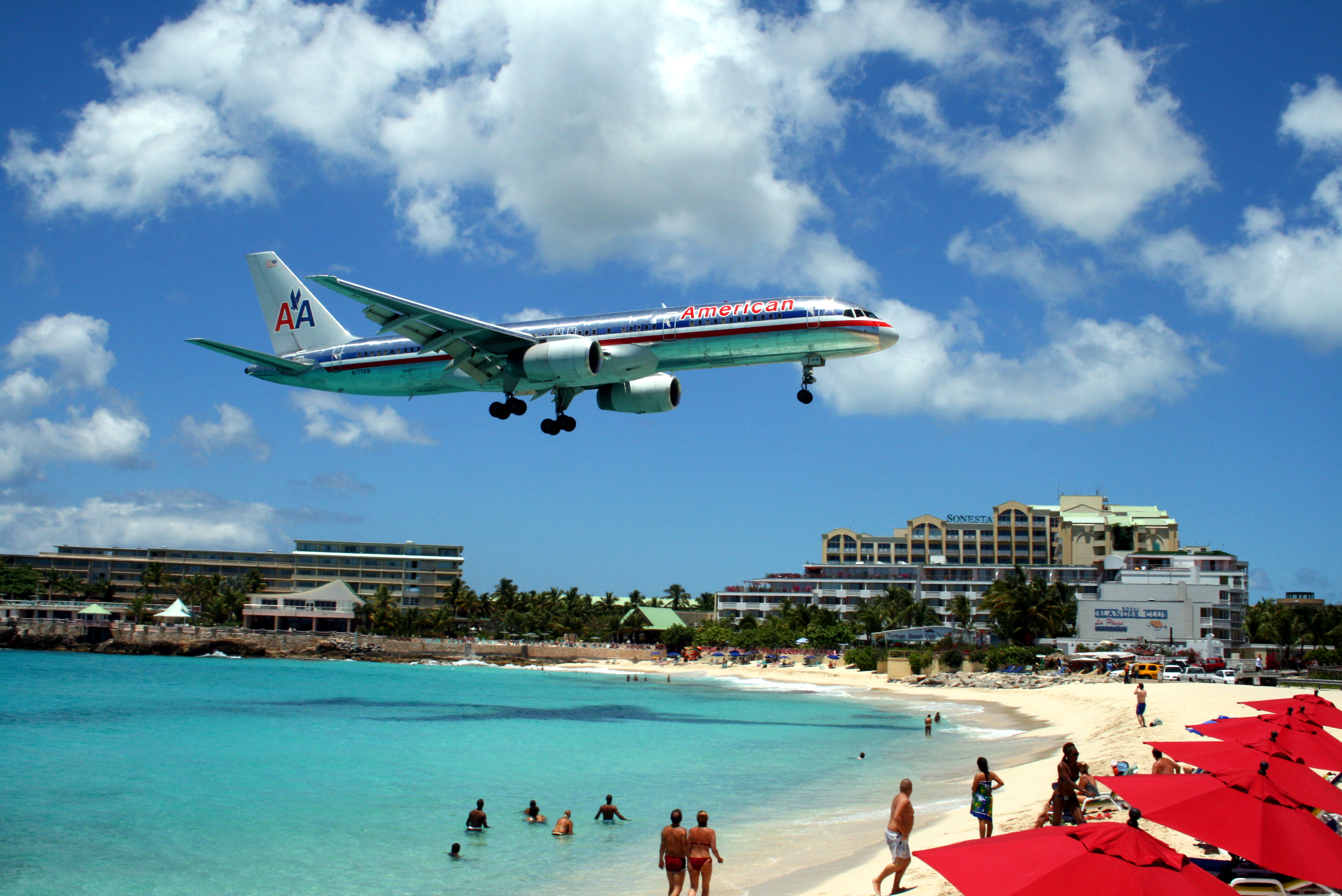
American 757 aproximándose al Aeropuerto Internacional Princesa Juliana, en la Isla San Martín.

Históricamente las islas del Caribe nunca habían sido una prioridad para los españoles y muchas de ellas se hallaban deshabitadas u ocupadas por sus tribus de origen. Ya desde 1623, los buques de la WIC comienzan a llegar a la isla de Bonaire para obtener carne, agua y madera. Los neerlandeses deciden que la isla San Martín era un lugar conveniente para establecerse ya que era un punto medio entre sus colonias en Nueva Ámsterdam (hoy Nueva York) y Brasil. Con algunos pocos colonos los neerlandeses se instalan fácilmente allí en 1631, erigiendo Fort Amsterdam como protección contra posibles invasores. Jan Van Campen Claeszen se convierte en su primer gobernador, y poco después la WIC comienza la extracción de sal. Los franceses y británicos también ubicaron asentamientos en la isla.
En 1633, durante la guerra de los Ochenta Años (1568-1648) los neerlandeses pierden St. Maarten (Isla de San Martín) ante los españoles y en represalia deciden ocupar las islas de Aruba, Bonaire y Curazao (islas ABC), ubicadas junto a la costa venezolana.
En 1634, una flota de la WIC comandada por el almirante Johannes van Walbeeck, conquistó Curazao a pesar de la obstinada defensa que hicieron Lope López de Moría y Juan Matheos que envenenaron los pozos y se retiraron al oeste de la isla. La reducida colonia española y casi toda la población de los indígenas arawacos, que se negaron a jurar obediencia a los Países Bajos, fueron expulsados y se refugiaron en las costas de Venezuela. La WIC establece allí plantaciones de maíz, maní y frutas nativas. Sin embargo, la primera actividad rentable de la isla provino de sus estanques de agua salada, inútiles para el riego de los cultivos, pero que pronto demostraron un valor incalculable cuando comenzó la extracción de la sal para la exportación internacional, una actividad muy lucrativa por aquel entonces. Además de los estanques de sal la isla poseía características geográficas únicas que la volvían muy ventajosa como puerto comercial: sus aguas profundas y las barreras naturales que rodeaban a los puertos, la hicieron muy popular entre los comerciantes del Caribe. Willemstad, su capital, se hizo particularmente conocida, ya que allí arribaban buques mercantes de cualquier bandera imaginable.
En 1636, los neerlandeses también toman las islas de Aruba y Bonaire. Mientras Curaçao se convertía rápidamente en un centro para el comercio de esclavos, Bonaire se enfocó en las plantaciones de palo de tinte y maíz, con mano de obra esclava, tanto negra como indígena. También se realizó aquí la extracción de sal y en 1639 los neerlandeses construyen el Fuerte Oranje para defender la zona. En el área de las salinas, aún sobreviven los alojamientos para esclavos, construidos enteramente de piedra, con sus techos demasiado bajos para que un hombre se pueda mantener de pie en posición vertical, un triste recordatorio del pasado represivo de Bonaire.
Más allá de haber conquistado Aruba, Bonaire y Curazao, los neerlandeses quieren expulsar a los españoles de la Isla San Martín y en 1644 una flota neerlandesa asedia infructuosamente Fort Amsterdam y es obligada a retirarse tras la pérdida de cientos de hombres. Sin embargo, con el fin de la guerra de los Ochenta Años, los españoles ya no se necesitaban tantas bases en el Caribe y rápidamente pierden el interés en seguir defendiendo la Isla San Martín, que en 1648 es finalmente abandonada.
Con la isla San Martín libre de nuevo, tanto los neerlandeses como los franceses aprovecharon la oportunidad para volver a establecer sus asentamientos. Colonos neerlandeses se trasladan desde San Eustaquio y tras un conflicto inicial con los franceses, ambas partes se dan cuenta de que ninguna cedería fácilmente. Para evitar la guerra se firma el Tratado de la Concordia en 1648, que divide a la isla en dos. La mitad del norte quedaba para los franceses y el sur para los neerlandeses.
Una vez resuelto el conflicto, ambas naciones se dedican a importar masas de esclavos para trabajar en los nuevos cultivos de algodón, tabaco y azúcar. Rápidamente la población de esclavos sobrepasó a la de los propietarios de la tierra.
Desde 1662 y durante gran parte de los siglos XVII y XVIII, la actividad principal de la Curazao fue el comercio de esclavos que llegaban desde África y se compraban o vendían en los muelles de Willemstad antes de continuar viaje hacia su destino final en América del Sur o en otras islas del Caribe. Los esclavos que se quedaban en la isla son utilizados para trabajar en las plantaciones. Esta afluencia de mano de obra barata hizo que el sector agrícola fuese mucho más rentable, lo que aumentó el perfil económico de Curazao, aunque a costa del trabajo esclavo. La isla fue una colonia próspera, lo que dio lugar a la construcción de imponentes edificios coloniales que combinan estilos neerlandeses y españoles.
Durante la guerra franco-neerlandesa, el conde francés Jean d'Estrées II planeó atacar Curaçao. Sin embargo, el 11 de mayo de 1678, una semana después de zarpar de Saint Kitts, su flota resultó severamente afectada tras golpear los arrecifes del archipiélago de Las Aves, debido a un error de navegación. En Curazao, desde el siglo XVIII se celebra el "Día de Acción de Gracias" para conmemorar el afortunado episodio que evitó el ataque francés.

### Sudamérica

#### Guyana

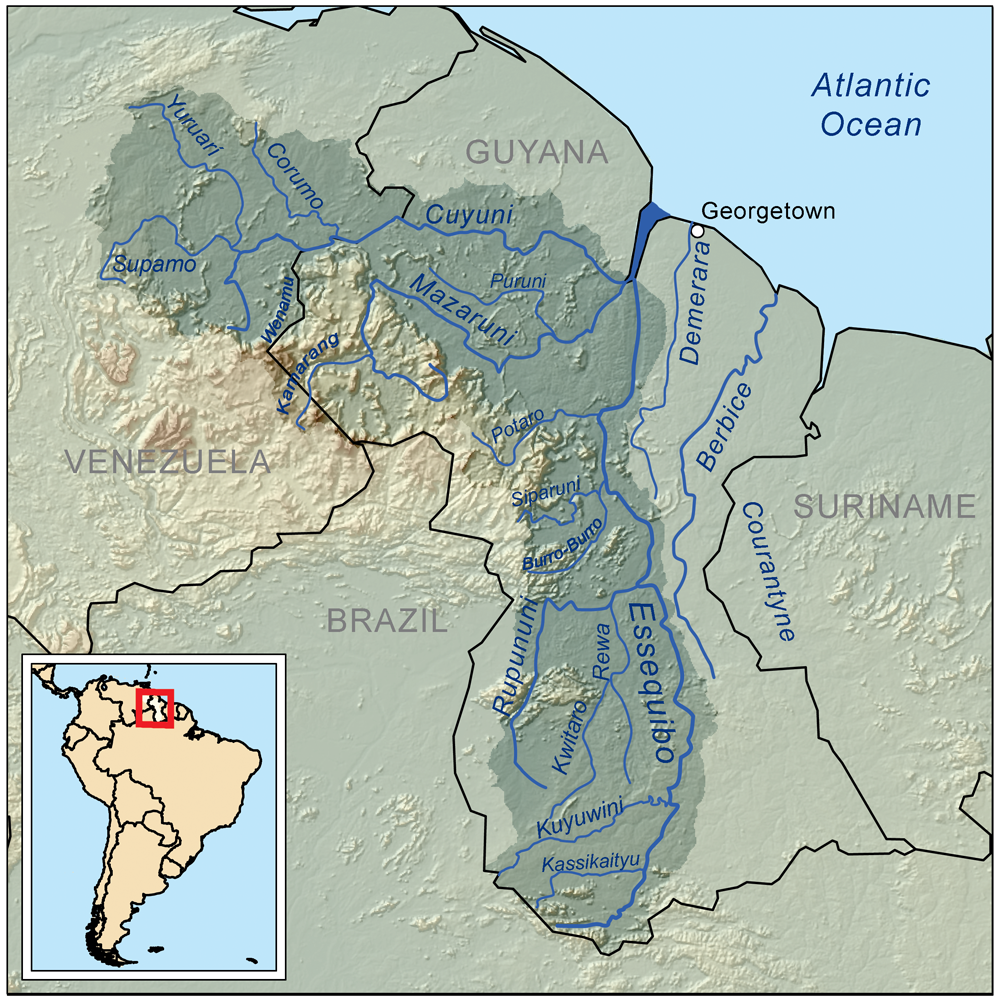
Mapa de la cuenca del río Esequibo.

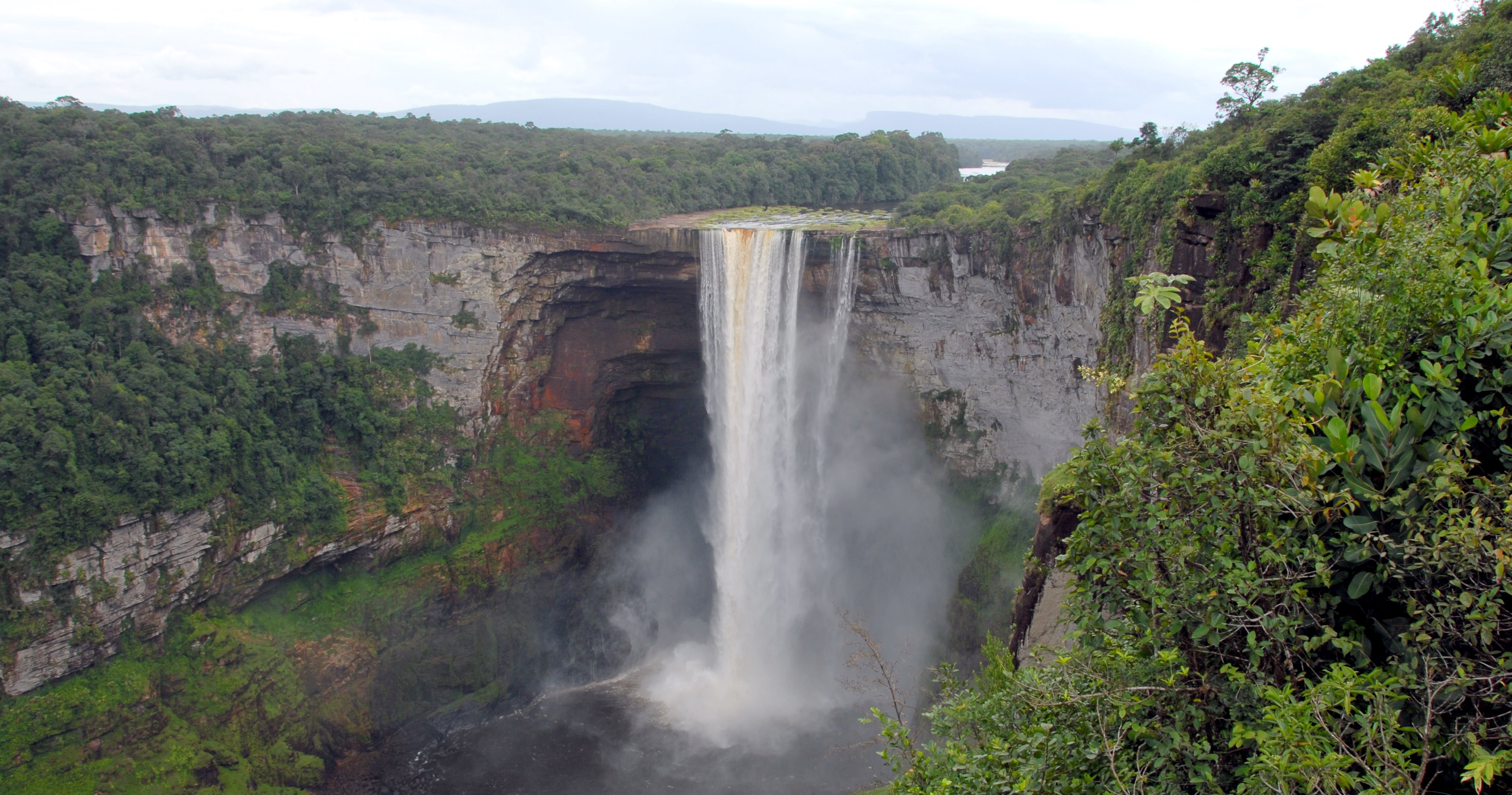
Cascada Kaieteur en el interior de Guyana.

El español Alonso de Ojeda fue el primer europeo en recorrer la zona del río Esequibo, en 1499, sin embargo, no construyen ningún asentamiento en la zona. Mientras tanto, en 1616 los neerlandeses son los primeros en establecer un puesto comercial europeo en el ámbito de las Guayanas. Se trataba de un asentamiento veinticinco kilómetros aguas arriba de la desembocadura del río Esequibo. A este asentamiento le siguen otros, generalmente unos pocos kilómetros tierra adentro en los ríos más grandes. El objetivo inicial de los establecimientos neerlandeses es comerciar con los pueblos indígenas, aunque pronto deciden ocupar el territorio ante el fortalecimiento de otras potencias europeas en la zona del Caribe. Aunque la zona de las Guayanas es reclamada por los españoles con periódicas patrullas a través de la región, los neerlandeses rápidamente ganan el control de la zona.
En 1621 el gobierno de los Países Bajos le otorga a la WIC el control completo sobre el puesto de operaciones en el río Esequibo y así, con los fondos de la Compañía, Van der Hooge construye un fuerte llamado 'Fort Ter Hoogen' que rápidamente se hizo conocido entre los habitantes como Fuerte "Kyk-Over-Al" (Fuerte "que se ve de todas partes").
La compañía estableció una segunda colonia, sobre el río Berbice, al sureste de Esequibo, en 1627. Demerara, situada entre Esequibo y Berbice, se estableció en 1741.
Aunque los colonizadores neerlandeses fueron inicialmente motivados por la perspectiva de un mayor comercio con el Caribe, sus posesiones se convirtieron rápidamente en productoras de importantes cultivos. La creciente importancia de la agricultura fue indicada por la exportación de 15.000 kilos de tabaco desde Esequibo en 1623. Pero a medida que la productividad agrícola de las colonias neerlandesas aumentaba, la escasez de mano de obra se hacía más aguda. En un primer momento se utilizó a las poblaciones indígenas para los trabajos en las plantaciones, aunque su adaptación no fue buena y muchos murieron a causa de las enfermedades introducidas por los europeos. La WIC decidió entonces importar esclavos africanos, que rápidamente se convirtieron en un elemento clave para la economía colonial.
En la década de 1660, los esclavos ya eran aproximadamente 2.500, mientras que los indígenas habían decidido, en su mayoría, refugiarse en el vasto interior del territorio. Las condiciones de trabajo para los esclavos eran brutales y la tasa de mortalidad fue alta, lo que provocó más de media docena de rebeliones de esclavos.
La rebelión de esclavos más famosa, fue la sublevación de Berbice, que se inició en febrero de 1763, dirigida por Cuffy (el héroe nacional de Guyana). La revuelta se inició en dos plantaciones en el río Canje de Berbice, donde los esclavos se rebelaron y tomaron el control de la región. Como casi todas las plantaciones iban cayendo en manos de los esclavos, la población europea se vio obligada a huir y eventualmente solo la mitad de los blancos que habían vivido en la región se mantuvo, amenazando el control europeo sobre las Guayanas. Los esclavos fueron finalmente derrotados con la ayuda de tropas francesas y británicas de las colonias vecinas.
Deseosos de atraer a más colonos, en 1746 las autoridades neerlandesas abrieron el área cerca del río Demerara a los inmigrantes británicos. Los propietarios de las plantaciones británicas de las Antillas Menores se habían visto afectados por la pobreza del suelo y la erosión, y muchos fueron atraídos a las colonias neerlandesas por los suelos más ricos y la promesa de recibir la propiedad de la tierra. La afluencia de ciudadanos británicos fue tan grande que para 1760 los ingleses constituían la mayoría de la población de Demerara.
Dado el crecimiento económico que representaban Demerara y Esequibo, comenzaron a aparecer tensiones entre los colonos y la WIC. Las reformas administrativas durante la década de 1770 habían aumentado en gran medida los costos del gobierno, por lo que la empresa periódicamente trató de aumentar los impuestos para cubrir estos gastos, lo que provocó la resistencia de los hacendados. Para 1786 los asuntos internos de esta colonia neerlandesa ya estaban prácticamente bajo control británico.

#### Surinam

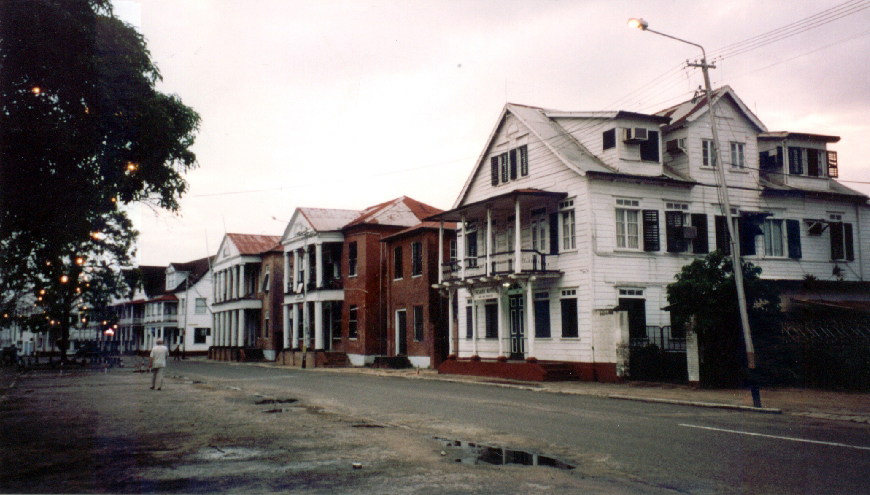
Vista actual de Paramaribo (Capital de Surinam).

Los primeros europeos que llegaron a Surinam fueron los exploradores españoles y los comerciantes neerlandeses que visitaron la zona. Sin embargo, los primeros intentos para ocupar el área se produjeron en 1630, cuando ingleses al mando del capitán Marshall intentaron fundar una colonia dedicada al cultivo de tabaco, pero la empresa fracasó económicamente.
En 1650 Lord Willoughby, gobernador de Barbados, decide establecer una colonia en la costa de Surinam, donde se establecerían plantaciones y un fuerte.
El 26 de febrero de 1667 el asentamiento fue invadido por siete buques neerlandeses, encabezados por Abraham Crijnssen. Fort Willoughby fue capturado al día siguiente después de una lucha de tres horas y fue rebautizado Fort Zeelandia. El 31 de julio de 1667, los ingleses y neerlandeses firmaron el Tratado de Breda, en el que acordaban respetar el statu quo: los neerlandeses podían seguir ocupando Surinam y los británicos la excolonia neerlandesa de Nueva Ámsterdam (hoy Nueva York). Willoughbyland pasó a llamarse Surinam.

### Comercio y piratería
Otro éxito de la WIC fue la captura de una flota que transportaba plata de las colonias españolas hacia Europa por Piet Hein en 1628. La piratería era uno de los objetivos de la WIC.
En América las pieles (Norteamérica) y el azúcar (Suramérica) eran los bienes comerciales más importantes, mientras que los asentamientos en África comerciaban con esclavos –la mayoría destinados a las plantaciones de las Antillas y Surinam- oro y marfil.

## Pérdida de las colonias
Sin embargo, los éxitos acabaron pronto. En 1654 perdieron Nueva Holanda, que volvió al Brasil portugués, tras una larga guerra, y muchos otros puestos comerciales fueron destruidos o capturados por potencias europeas rivales.
La colonización de Nuevos Países Bajos no se extendió mucho más, en parte debido a la fuerte rivalidad con Inglaterra, que conquistó la colonia neerlandesa en 1664, y en parte debido a la dificultad de atraer colonos con la política inicial de la compañía, que se basaba en el sistema de los patroon, que confería un poder enorme sobre los colonos a los hombres que los conducían a la colonia.
Tras años de deudas, la WIC original se replegó en 1674, y se formó una nueva compañía reorganizada. Abandonó la piratería y se concentró principalmente en el comercio de esclavos entre África y las posesiones conservadas en Surinam y las Antillas.

## Clausura
Después de que los ingleses consiguieran el control de Surinam durante muchos años en los 1780, la WIC fue incapaz de recuperarse, y en 1791 el gobierno neerlandés adquirió las acciones de la compañía y tomó el control de los territorios.

## Naves de la WIC
- Halve Maen